# Trelleborg (museum)

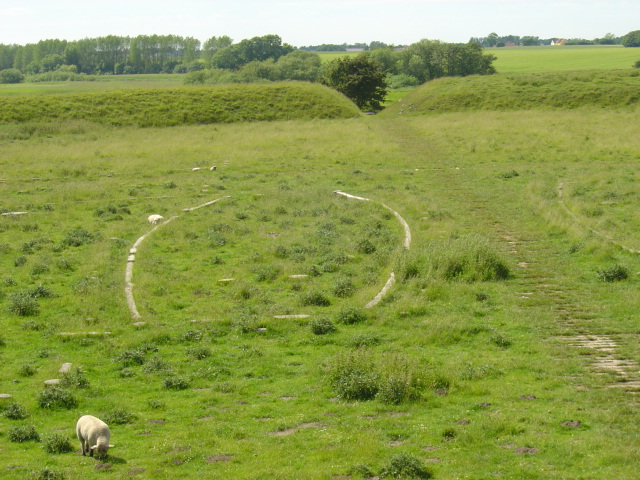
Fundament van een Vikingwoning met ronde aardwal op de achtergrond

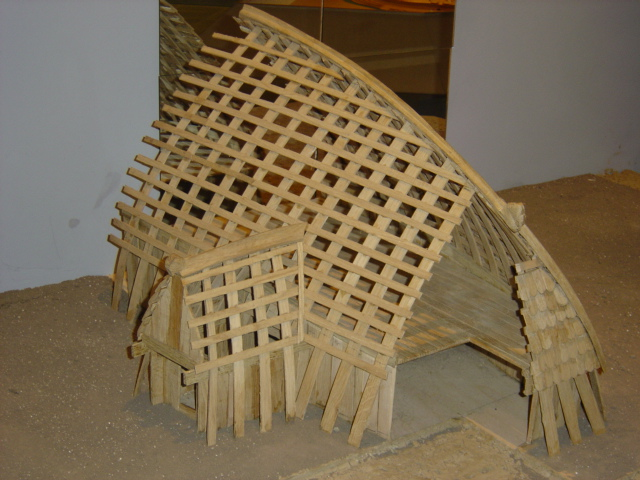
Geraamte van een Vikinglanghuis

Het museum Trelleborg, ook bekend als de Vikingburcht Trelleborg, is een oudheidkundig openluchtmuseum ten westen van de stad Slagelse op het Deense eiland Seeland. In het naastgelegen museum worden de archeologische vondsten tentoongesteld.  De burcht staat sinds 2023 op de Unesco-Werelderfgoedlijst als onderdeel van de inschrijving Ringwalburchten uit de Vikingtijd.

## De burcht
Rond 980 is op deze locatie door koning Harald I van Denemarken ('Harald Blauwtand') een burcht gebouwd, bestaande uit een hoge aarden ringwal van 17,5 m breed, 5 m hoog en 137 m in doorsnee. Oorspronkelijk was deze veel hoger en met eiken balken ingezet. Deze was op vier plaatsen doorbroken en met zware keien verstevigd ten behoeve van zware houten toegangspoorten. Vanaf die poorten liepen met eikenbalken verharde wegen dwars door het kamp, waarover paarden de wagens konden verplaatsen. In veilige tijden (zoals vandaag de dag nog) graasden de schapen op en rond de wal, die bovendien voorzien was van een gracht van 18 meter breedte en 5 meter diepte met ophaalbruggen. Er was tevens een voorburcht, waar 135 graven zijn teruggevonden.

## Langhuizen
Binnen de burcht lagen zestien langhuizen; buiten de burcht zijn de sporen van nog eens vijftien stuks teruggevonden. In één langhuis konden tot 40 personen onderdak vinden. Deze typische woningen waren van eikenhout gebouwd, zelfs de dakpannen waren in hout. Het huis heeft een grote centrale haardplaats waarboven een gat in het dak is gelaten. De zijmuren zijn voorzien van verhoogde rustbanken, waarop men onder dierenhuiden een warme nacht kon doorbrengen. Rond de vuurplaats werden de oude verhalen uit de Edda doorverteld. De bouwwijze van deze woningen lijkt verwant met de manier waarop de Vikingschepen zelf werden gebouwd. Op het terrein kan een gereconstrueerd langhuis worden bezocht.
De burcht is waarschijnlijk slechts tien tot vijftien jaar in gebruik geweest.

## Vergelijking met andere ringwalvestingen
| Site                  | Binnen- doorsnee | Wal- breedte | Aantal langhuizen | Langhuis- lengte |
| --------------------- | ---------------- | ------------ | ----------------- | ---------------- |
| Aggersborg            | 240 m            | 11 m         | 48                | 32,0 m           |
| Borgeby               | 150 m            | 15 m         |                   |                  |
| Trelleborg (Slagelse) | 137 m            | 17,5 m       | 31 (16 + 15)      | 29,4 m           |
| Trelleborg (Skåne)    | 125 m            |              |                   |                  |
| Fyrkat                | 120 m            | 13 m         | 16                | 28,5 m           |
| Nonnebakken           | 120 m            |              |                   |                  |

## Galerij

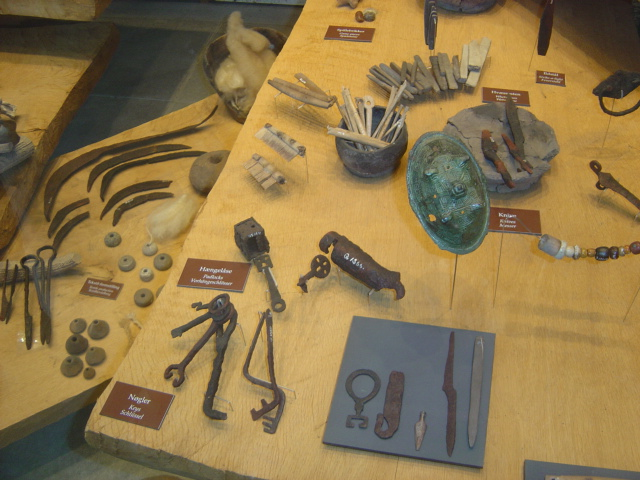
Gebruiksvoorwerpen
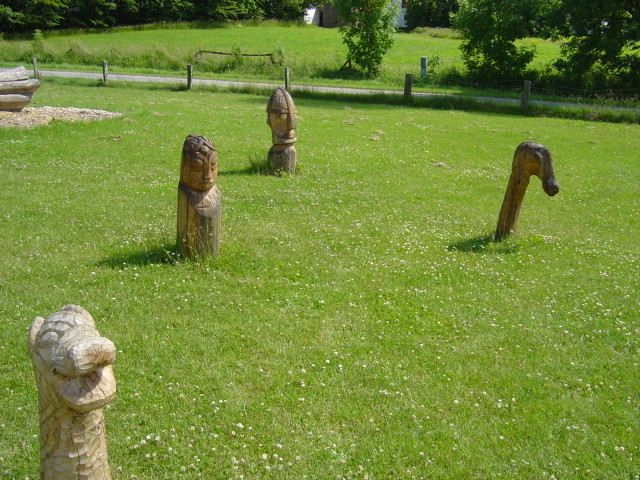
Vikingsnekkoppen
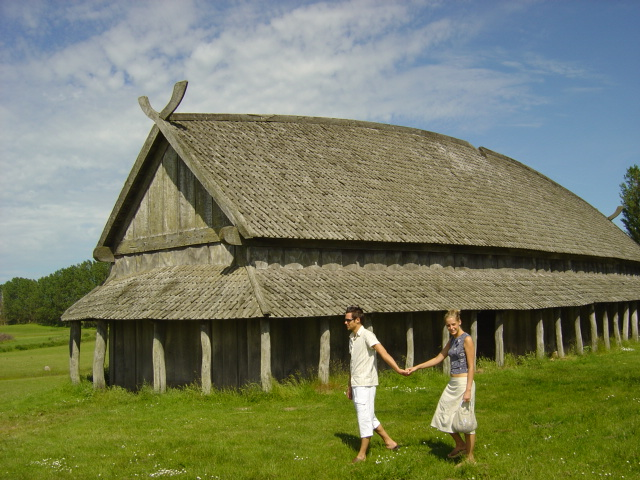
Heropgebouwd langhuis